# Texas Longhorns football
La squadra di football dei Texas Longhorns rappresenta l'Università del Texas a Austin. I Longhorns competono nella Football Bowl Subdivision (FBS) della National Collegiate Athletics Association (NCAA) e nella Southeastern Conference (SEC). La squadra è allenata dal 2021 da Steve Sarkisian.
Nato nel 1893, il programma di football dei Texas Longhorns è uno dei più vincenti della storia. Nel 2008, ESPN classificò Texas come il settimo programma di football più prestigioso dal 1936. Al termine della stagione 2013, la squadra ha un record di 875–339–33 (72,6%), al secondo posto nella storia della NCAA Division I FBS, dietro solo a Michigan. Texas ha il secondo numero di apparizioni ai bowl (52) e il quarto numero di vittorie (27). L'istituto rivendica quattro titoli nazionali (1963, 1969, 1970 e 2005) e 32 titoli di conference
Un totale di 129 giocatori di Texas sono stati premiati come All-America e due giocatori, Earl Campbell (1977) e Ricky Williams (1998), hanno vinto l'Heisman Trophy, il massimo riconoscimento individuale a livello universitario. Diciassette Longhorns sono stati inseriti nella College Football Hall of Fame e quattro nella Pro Football Hall of Fame.

## Titoli nazionali
La seguente è la lista dei titoli nazionali rivendicati dalla University of Texas (in grassetto) oltre a cinque titoli assegnati da fonti riconosciute dalla NCAA ma non rivendicate all'Università.
| Anno                     | Allenatore               | Selettore                                             | Record                   | Bowl        |   |
| ------------------------ | ------------------------ | ----------------------------------------------------- | ------------------------ | ----------- | - |
| 1914                     | David Allerdice          | Billingsley Report                                    | 8–0                      | No Bowl     |   |
| 1941                     | Dana X. Bible            | Berryman, Williamson System                           | 8-1-1                    | No Bowl     |   |
| 1963                     | Darrell Royal            | Associated Press, Allenatori                          | 11–0                     | V Cotton    |   |
| 1968                     | Darrell Royal            | Devold System, Matthews Grid Ratings, Sagarin Ratings | 9-1-1                    | V Cotton    |   |
| 1969                     | Darrell Royal            | Associated Press, Allenatori                          | 11–0                     | V Cotton    |   |
| 1970                     | Darrell Royal            | Allenatori                                            | 10–1                     | Lost Cotton |   |
| 1977                     | Fred Akers               | Berryman, FACT, Sagarin Ratings                       | 11–1                     | P Cotton    |   |
| 1981                     | Fred Akers               | National Championship Foundation                      | 10-1-1                   | V Cotton    |   |
| 2005                     | Mack Brown               | BCS, Associated Press, Allenatori                     | 13–0                     | V Rose      |   |
| Totale titoli nazionali: | Totale titoli nazionali: | Totale titoli nazionali:                              | Totale titoli nazionali: | 9           | 9 |

Fonte:

## Vincitori dell'Heisman Trophy

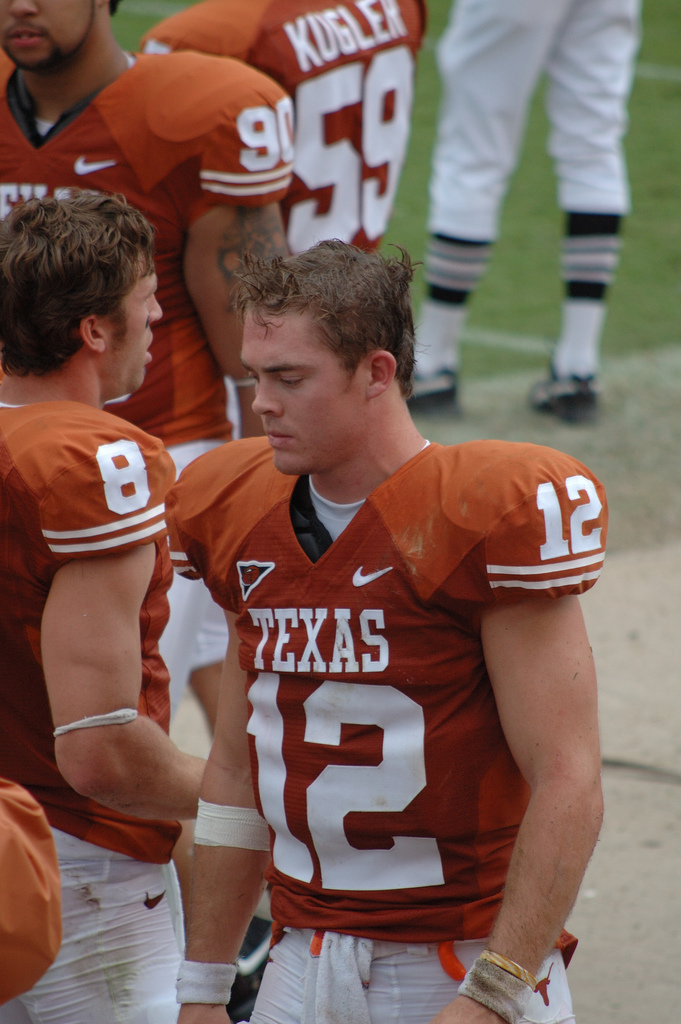
Il numero 12 di Colt McCoy è stato ritirato dai Longhorns.

| Anno | Nome           | Ruolo |
| 1977 | Earl Campbell  | RB    |
| 1998 | Ricky Williams | RB    |

## Numeri ritirati
| Numeri ritirati dai Texas Longhorns |                |      |         |
| N.                                  | Giocatore      | Pos. | Anni    |
| 22                                  | Bobby Layne    | QB   | 1944-47 |
| 60                                  | Tommy Nobis    | LB   | 1963-65 |
| 20                                  | Earl Campbell  | RB   | 1974-77 |
| 34                                  | Ricky Williams | RB   | 1995-98 |
| 10                                  | Vince Young    | QB   | 2003-05 |
| 12                                  | Colt McCoy     | QB   | 2006-09 |